# SNL Québec
SNL Québec est une émission de divertissement à sketchs québécoise adaptée de l'émission américaine Saturday Night Live. Elle est diffusée sur une base mensuelle le samedi soir à 21 h du 8 février 2014 au 21 mars 2015 à Télé-Québec,.
À la fin de SNL Québec, la Société Radio-Canada reprend ses comédiens maisons, et présente l'émission humoristique Le nouveau show (en) (SNL à l'envers) à l'automne 2015 sur ICI TOU.TV Extra, à l'hiver 2016 sur ICI ARTV, puis en clair sur ICI Radio-Canada Télé.
Le concept SNL est ensuite repris par Radio-Canada Télé pour un épisode spécial le 6 janvier 2018. L’appellation de l'émission devient Le SNL de Magalie Lépine-Blondeau, qui agit à titre d'hôte et Daniel Bélanger comme invité musical.

## Synopsis
L'émission est diffusée en direct, devant public. L'animateur change à chaque émission. Durant 90 minutes, des sketches sur l'actualité et un faux bulletin de nouvelles sont présentés par des « comédiens maison ». Ces numéros d'humour sont entrecoupés d'une pause musicale. Bref, elle reprend la même structure que l'émission originale.

## Distribution

### Liste des épisodes

#### Saison 1
| # | Hôte(s)           | Invité(s) musical(aux) | Diffusion      |
| - | ----------------- | ---------------------- | -------------- |
| 1 | Louis-José Houde  | Radio Radio            | 8 février 2014 |
| 2 | Stéphane Rousseau | Les Trois Accords      | 22 mars 2014   |

#### Saison 2
| # | Hôte               | Invité(s) musical(aux) | Diffusion         |
| - | ------------------ | ---------------------- | ----------------- |
| 1 | Normand Brathwaite | Lisa LeBlanc           | 20 septembre 2014 |
| 2 | Antoine Bertrand   | Random Recipe          | 18 octobre 2014   |
| 3 | Patrick Huard      | Damien Robitaille      | 22 novembre 2014  |
| 4 | Guy A. Lepage      | DJ Champion            | 13 décembre 2014  |
| 5 | Véronic Dicaire    | Véronic Dicaire        | 31 janvier 2015   |
| 6 | Charles Lafortune  | Alex Nevsky            | 21 février 2015   |
| 7 | Guylaine Tremblay  | Dumas                  | 21 mars 2015      |

### Comédiens
Depuis la première diffusion le 8 février 2014, les « comédiens maison » sont :
- Mickaël Gouin
- Guillaume Girard
- Katherine Levac
- Léane Labrèche-Dor
- Mathieu Quesnel
- Phil Roy
- Pier-Luc Funk
- Virginie Fortin